# Dhi Qar
Dhi Qar (Arabisch: Dhī Qār, ذي قار) is een gouvernement (provincie) in Irak.
Dhi Qar telt 2 miljoen inwoners op een oppervlakte van 12.900 km². Dhi Qar ligt in het zuiden van Irak. De bevolking van Nasiriyah bestaat in meerderheid uit sjiitische moslims. 